# Kanton Toulon-9
Kanton Toulon-9 is een voormalig kanton van het Franse departement Var. Kanton Toulon-9 maakte deel uit van het arrondissement Toulon en telde 15.692 inwoners (1999). Het werd opgeheven bij decreet van 27 februari 2014, met uitwerking op 22 maart 2015.

## Gemeenten
Het kanton Toulon-9 omvatte enkle en deel van de gemeente Toulon.